# Dôme de Polset
Le dôme de Polset est un sommet situé dans le massif de la Vanoise, en Savoie, à l'est de l'aiguille de Polset.

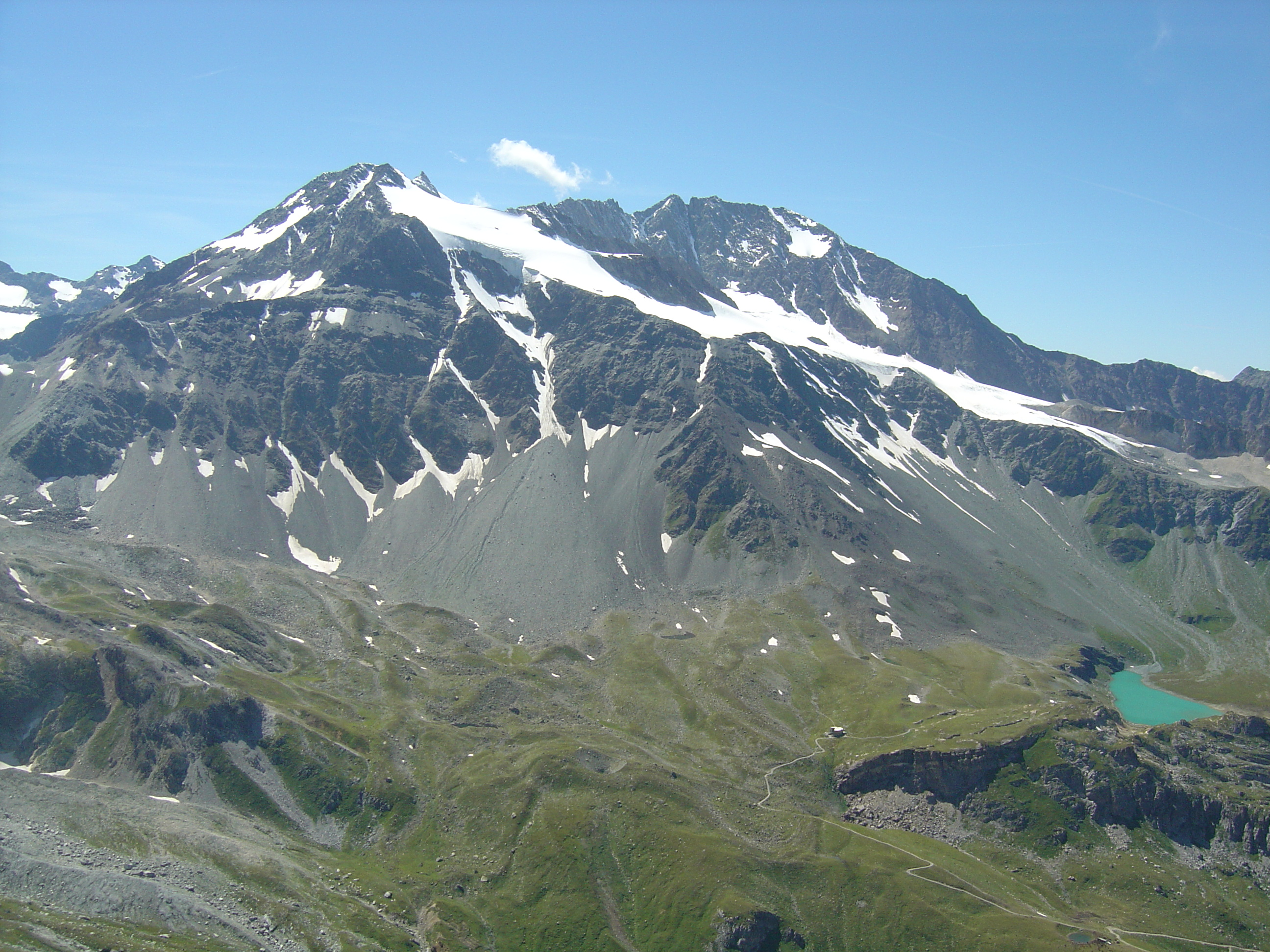
Le dôme de Polset à gauche et l'aiguille de Péclet à droite avec à leurs pieds le glacier de Gébroulaz dominant le lac Blanc et le refuge de Péclet-Polset vus de la pointe de l'Observatoire au nord-est.

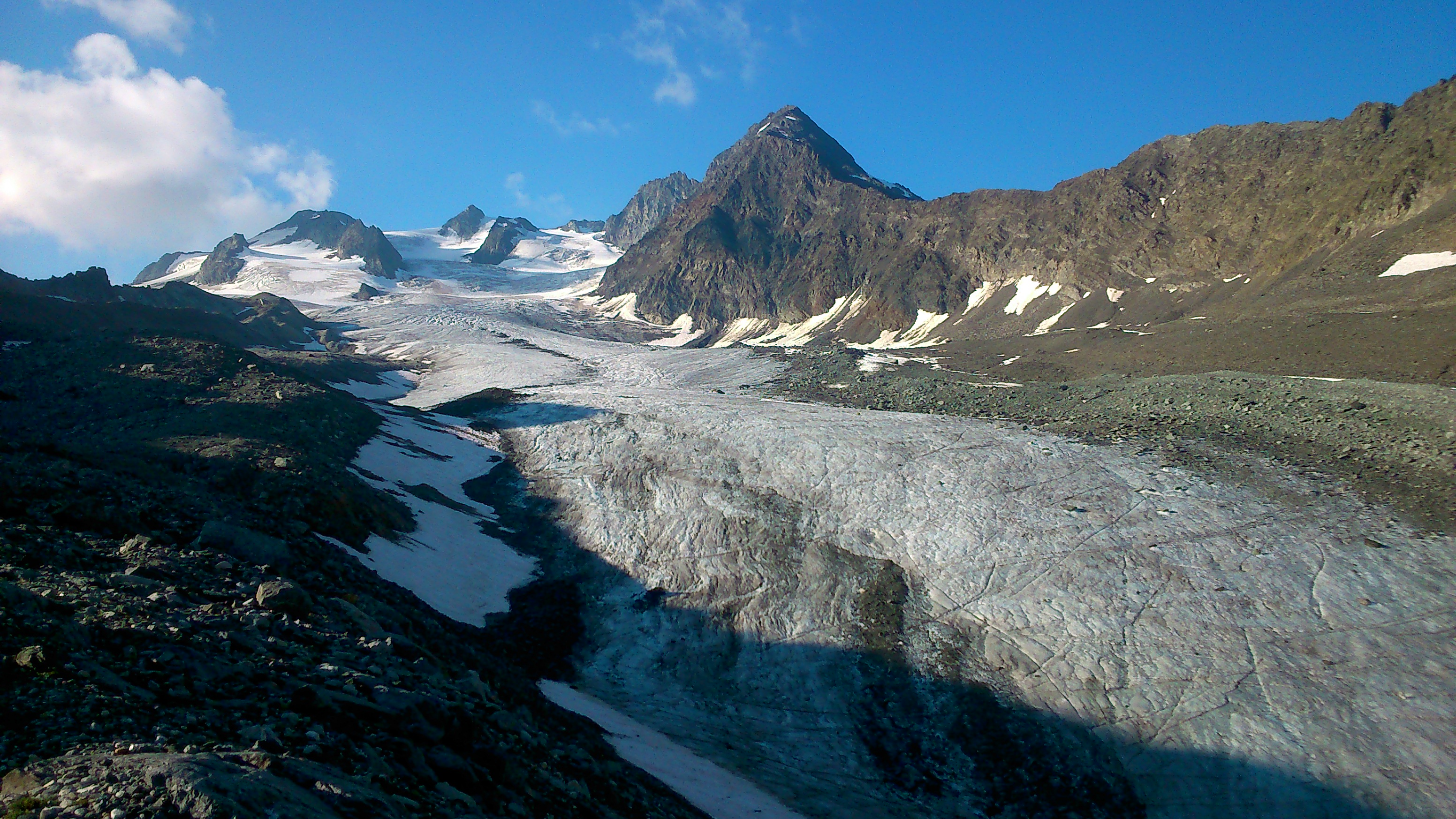
Le dôme de Polset, l'aiguille de Polset et l'aiguille de Péclet (de gauche à droite) vus depuis le glacier de Gébroulaz au nord.